# Lucius Aelius Gallus
(Lucius?) Aelius Gallus est un préfet d'Égypte de fin 27 à fin 25 av. J.-C. sous le règne d'Auguste, une fonction prestigieuse dans l'Empire, étant donné l'importance de cette province. C'est un personnage important à son époque mais qui, paradoxalement, est peu connu et qu'André Malraux nomme Aétius dans ses Antimémoires parues en 1972. 
On ignore pratiquement tout de la vie d'Aelius Gallus avant son expédition.

## Expédition vers l'Arabie Heureuse
Sur l'ordre d'Auguste, il dirige une expédition vers l'Arabie Heureuse (Arabia felix, le Yémen actuel) qui est un fiasco. Ce pays était à la fois riche en épices et avait une position stratégique sur la mer Rouge. Les Romains comptaient sur l'aide des Nabatéens, leurs alliés, pour les guider et espéraient une victoire facile.  Les Nabatéens habitaient l'est de la Palestine et le nord-ouest de l'Arabie actuelle et connaissaient très bien le pays puisque leurs caravanes sillonnaient l'Arabie pour justement aller chercher les précieuses denrées du royaume de Saba.
Malgré une armée de plus de 10 000 hommes, avec sans doute deux légions romaines (la legio XXII Deiotariana et la legio III Cyrenaica) la campagne fut un échec cuisant. Le géographe Strabon, un ami de Gallus, nous donne un compte rendu de cette expédition. Il raconte que l'armée de Gallus, conseillée et guidée par Syllaeus, le ministre du roi nabatéen Obodas III, fut volontairement mal conseillée, livrée à elle-même dans une nature hostile. Brûlée par le soleil, anéantie par les maladies, une grande part de l'effectif succomba. Après six mois d'errance, Gallus retourna à Alexandrie.
La zone géographique où les deux légions romaines se perdirent correspond sans doute au désert du Rub al-Khali, appelé aussi le « quart vide », et dont une grande partie longe le Yémen, et l'actuel Oman[réf. nécessaire]. Ce désert est le plus vaste, et le plus chaud d'Arabie, avec le Nufud, ou Nefoud, plus au Nord-Est.    
La campagne d'Aelius Gallus est reconnue comme ayant été une grande défaite pour l'Empire romain. Parti avec plus de 10 000 soldats, le préfet rentra à Alexandrie avec un effectif grandement réduit.

#### En français
- J. Pirenne, « L'expédition d'Aelius Gallus en Arabie du sud », dans Le royaume sud-arabe de Qatabān et sa datation, Londres, 1961.
- Jean Yoyotte, P. Charvet, S. Gompertz, Le Voyage en Égypte, un regard romain, Paris, 1996.

#### En anglais
- S. Jameson, « Chronology of the campaigns of Aelius Gallus and C. Petronius », dans Journal of Roman Studies, 58, 1968, p. 71-84.
- S. E. Sidebotham, « Aelius Gallus and Arabia », dans Latomus, 45, 1986, p. 590-602.
- P. Mayerson, « Aelius Gallus at Cleopatris (Suez) and on the Red Sea », dans Greek, Roman and Byzantine Studies, t. 36 (1), 1995, p. 17-24.
- R. Simon, « Aelius Gallus’ Campaign and the Arab Trade in the Augustan Age », dans Acta Orientalia Academiae Scientiarum Hungaricae, t. 55 (4), 2002, p. 309-318.

#### En allemand
- Heinrich Krueger, Der Feldzug des Aelius Gallus nach dem glucklichen Arabien unter Kaiser Augustus, 1862 (consultable sur google books).
- H. von Wissmann, « Die Geschichte des Sabäerreichs und des Feldzug des Aelius Gallus », dans Aufstieg und Niedergang der römischen Welt, t. 9.1, Berlin-New York, 1976, p. 308-544.
- K. Buschmann, « Motiv und Ziel des Aelius-Gallus-Zuges », dans Die Welt des Orients, t. 22, 1991, p. 85-93.
- C. Marek, « Die Expedition des Aelius Gallus nach Arabien im Jahre 25 v. Chr. », dans Chiron, t. 23, 1993, p. 121-156.